# Gençay
Gençay és un municipi francès situat al departament de la Viena i a la regió de la Nova Aquitània. L'any 2007 tenia 1.676 habitants.

## Demografia

### Població
El 2007 la població de fet de Gençay era de 1.676 persones. Hi havia 796 famílies de les quals 292 eren unipersonals (108 homes vivint sols i 184 dones vivint soles), 308 parelles sense fills, 152 parelles amb fills i 44 famílies monoparentals amb fills.
La població ha evolucionat segons el següent gràfic:
Habitants censats

### Habitatges
El 2007 hi havia 898 habitatges, 807 eren l'habitatge principal de la família, 24 eren segones residències i 67 estaven desocupats. 713 eren cases i 117 eren apartaments. Dels 807 habitatges principals, 462 estaven ocupats pels seus propietaris, 332 estaven llogats i ocupats pels llogaters i 13 estaven cedits a títol gratuït; 75 tenien una cambra, 57 en tenien dues, 153 en tenien tres, 237 en tenien quatre i 285 en tenien cinc o més. 514 habitatges disposaven pel capbaix d'una plaça de pàrquing. A 365 habitatges hi havia un automòbil i a 271 n'hi havia dos o més.

### Piràmide de població
La piràmide de població per edats i sexe el 2009 era:
| Homes | Edats   | Dones |
| ----- | ------- | ----- |
| 0     | 95 o +  | 8     |
| 8     | 90 a 94 | 12    |
| 24    | 85 a 89 | 48    |
| 8     | 80 a 84 | 16    |
| 52    | 75 a 79 | 64    |
| 40    | 70 a 74 | 76    |
| 64    | 65 a 69 | 64    |
| 64    | 60 a 64 | 60    |
| 16    | 55 a 59 | 52    |
| 72    | 50 a 54 | 36    |
| 28    | 45 a 49 | 52    |
| 52    | 40 a 44 | 52    |
| 44    | 35 a 39 | 24    |
| 48    | 30 a 34 | 68    |
| 40    | 25 a 29 | 56    |
| 40    | 20 a 24 | 32    |
| 36    | 15 a 19 | 48    |
| 36    | 10 a 14 | 36    |
| 36    | 5 a 9   | 36    |
| 32    | 0 a 4   | 24    |

## Economia
El 2007 la població en edat de treballar era de 957 persones, 657 eren actives i 300 eren inactives. De les 657 persones actives 594 estaven ocupades (310 homes i 284 dones) i 63 estaven aturades (30 homes i 33 dones). De les 300 persones inactives 124 estaven jubilades, 94 estaven estudiant i 82 estaven classificades com a «altres inactius».

### Ingressos
El 2009 a Gençay hi havia 793 unitats fiscals que integraven 1.663,5 persones, la mediana anual d'ingressos fiscals per persona era de 16.788 €.

### Activitats econòmiques
Dels 124 establiments que hi havia el 2007, 2 eren d'empreses extractives, 3 d'empreses alimentàries, 1 d'una empresa de fabricació d'altres productes industrials, 5 d'empreses de construcció, 39 d'empreses de comerç i reparació d'automòbils, 7 d'empreses de transport, 9 d'empreses d'hostatgeria i restauració, 9 d'empreses financeres, 10 d'empreses immobiliàries, 8 d'empreses de serveis, 22 d'entitats de l'administració pública i 9 d'empreses classificades com a «altres activitats de serveis».
Dels 34 establiments de servei als particulars que hi havia el 2009, 1 era una oficina d'administració d'Hisenda pública, 1 gendarmeria, 1 oficina de correu, 3 oficines bancàries, 1 funerària, 6 tallers de reparació d'automòbils i de material agrícola, 2 autoescoles, 1 paleta, 2 guixaires pintors, 1 electricista, 3 perruqueries, 5 restaurants, 5 agències immobiliàries i 2 salons de bellesa.
Dels 20 establiments comercials que hi havia el 2009, 2 eren supermercats, 1 una botiga de més de 120 m², 1 una botiga de menys de 120 m², 3 fleques, 1 una carnisseria, 2 llibreries, 4 botigues de roba, 1 una sabateria, 1 una botiga d'electrodomèstics, 1 una botiga de mobles i 3 floristeries.

## Equipaments sanitaris i escolars
El 2009 hi havia 2 farmàcies i 2 ambulàncies.
El 2009 hi havia 1 escola maternal i 1 escola elemental. Gençay disposava d'un col·legi d'educació secundària amb 450 alumnes.

## Poblacions més properes
El següent diagrama mostra les poblacions més properes.